# Angélica de Montmorency-Luxemburgo

Escudo de la Familia Montmorency-Luxemburgo.

Angélica Cunégonda de Montmorency-Luxemburgo (18 de enero de 1666-7 de enero de 1736), condesa de Dunois, abadesa secular Poussin.

## Primeros años de vida
Hija del mariscal François-Henri de Montmorency-Luxembourg y de Magdalena Carlota Bona Teresa de Clermont-Tonnerre-Luxemburgo, la duquesa de Pina-Luxemburgo.
Con un padre cruel y avariento, que tenía cuatro hijos, no quería gastar dinero en la dote de su única hija, se casó relativamente mayor en edad el 7 de octubre de 1694.

### Preparativos para el matrimonio e hijos
De acuerdo con el duque de Saint-Simon, en el momento del matrimonio:

Mademoiselle de Luxemburgo no era tan joven, bonita e inteligente para convertirse en una monja que no quería, pero ha ella no le dio una dote.
- Saint-Simon. Memorias. 1691-1701, p. 167

Al enterarse de que la duquesa María de Nemours va a hacer Luis Enrique de Borbón-Soissons, de una personalidad más bien oscura, bastardo del último conde de Soissons el príncipe de Neuchatel, la hermana del Mariscal la duquesa Isabel Angélica Mecklemburgo le propuso casarlo con una sobrina, que de este modo adquiriría la codiciada familia de Montmorency-Luxemburgo el estatus de "princesa extranjera".
Marshall no se atreve a pedir al rey sobre el ascenso de un bastardo en la corte, y le entregó a su hermana para llevar a cabo este negocio. La Duquesa de Mecklemburgo fue al rey Luis XIV para pedirle el permiso para casarse.

El rey, sin esperar, la interrumpió, diciendo que el Señor de Luxemburgo nada le informó al respecto, pero se lo da a hacer todo lo que ella y su hermano tuvo a bien, pero la esperanza de que no se le ocurriría pedir un título para el caballero de Soissons, quien en cualquier condición de la misma no son honores, y así poner fin a sus sueños quiméricos. Sin embargo, la boda se llevó a cabo y fue más que modestamente celebrado en el Hotel Soissons inmediatamente después del regreso del señor de Luxemburgo del ejército. La señora de Nemours fue alojada en una suite de la casa, ellos recibieron una lluvia de dinero, regalos, escribió un testamento en su favor, y sin embargo proporcionar un ingreso regular; que sinceramente quería y el marido y la esposa, que nunca visitó e interactuó sólo con los habitantes de Soissons hotel.
- Saint-Simon. Memorias. 1691-1701, p. 167

El 18 de marzo de, 1699 recibió por parte de su tía María Luisa Clara d'Albert-Luxemburgo el cargo honorífico de abadesa secular en el capítulo Canonesa Poussin en Lorena.

### Hijos
1. Luisa Leontina Jacqueline de Borbón (24.10.1696-11.01.1721), llamada Mademoisellede Neuchâtel, la condesa de Dunois y Noyer. Contrajo matrimonio el 24 de febrero de 1710 con Carlos Felipe d'Albert de Luynes, duque de Luynes (1695-1758).
2. María Carlota de Borbón (1701-1711), llamada Mademoiselle de Estutvil.